# Тышкевичи

герб графов Тышкевичей

Тышке́вичи (пол. Tyszkiewiczowie, бел. Тышкевічы, лит. Tiškevičiai) — дворянский род Великого княжества Литовского (герба Лелива),  принявший фамилию от имени своего родоначальника Тышки (Тимофея), сына боярина киевского Каленика Мышкевича (сына Мышки), жившего в первой половине XV века и, по всей видимости, через адопцию породнившегося с Монивидовичами (вероятно, акт об адопции провёл кременецкий наместник Ивашка Монивидович).
Во владения Тышкевичей входили местечки Биржи, Паланга, Бердичев, Логойск (центр семейного майората) и некоторые другие.
При подаче документов (1686) для внесения рода в Бархатную книгу, была предоставлена родословная роспись Тышкевичей.
Род графов Тышкевичей внесен в V часть родословных книг Виленской, Киевской и Минской губерний.

## Известные представители
От внука Тишки Ивана Львовича (Скумина) происходит старшая линия рода Тышкевичей, известная как Скумин-Тышкевичи. Среди этой линии рода наиболее известны:
- Януш († 1642) — воевода мстиславский, трокский, виленский.
- Людвик († 1808) — женат на сестре последнего короля польского княжне Констанции Понятовской, гетман польный, подскарбием великим и маршалком великим литовским. С его смертью старшая линия рода пресеклась.

Младшая линия рода происходит от сына Тышки —  Василия († 1571), воеводы подляшского и смоленского, получившего (1569) для себя и своих потомков графский титул (на Скумин-Тышкевичей этот титул не распространялся).  Женат на Александре Семёновне Чарторыйской, внучке Марии Дмитриевне Шемякиной. Их сыновья:
- Юрий Тышкевич († 1576) — воевода брестский. Сыновья:
  - Мартин († после 1595)
  - Ян Остафий († до 1631)
- Остафий († 1590) — каштелян смоленский.

К этой же линии рода принадлежали:
- Януш (1590—1649) — владелец Логойска и Бердичева, в котором основал крупный кармелитский монастырь.
- Юрий († 1656) — посол в Риме (1638), потом епископ виленский.
- Антоний († 1762) — епископ жемайтский.
- Бенедикт (1801—1866) — литовский аристократ, граф, владелец Красного Двора, коллекционер и меценат.
- Михаил (1857—1930) — украинский культурный и политический деятель, посол Директории в Ватикане.
- Константин Тышкевич (1806—1868) — археолог, писатель по истории, археологии, географии и этнографии.
- Евстафий Тышкевич (1814—1873) — основал археологический музей в Вильне, собрания легли в основу Национального музея Литвы.
- граф Альфред Тышкевич (1913-2008) — основатель курорта Паланга.
- Беата Тышкевич (польск. Beata Tyszkiewicz; род. 14 августа 1938 года, Вилянов близ Варшавы) — польская киноактриса.

## Имения
Тышкевичи обладали обширными земельными владениями на территории современных Литвы и Беларуси. Сохранились их городские резиденции, большей частью выдержанные в стиле классицизма, в Варшаве, Кракове и Вильне. Загородные дворцы были возведены Тышкевичами в Логойске (разрушен во время Великой Отечественной войны), Паланге, Лентварисе, Тракае, Биржае, Раудондварисе, деревня Рудня Минской области, а также в небольшом поселке Жарковщина Гродненской области.

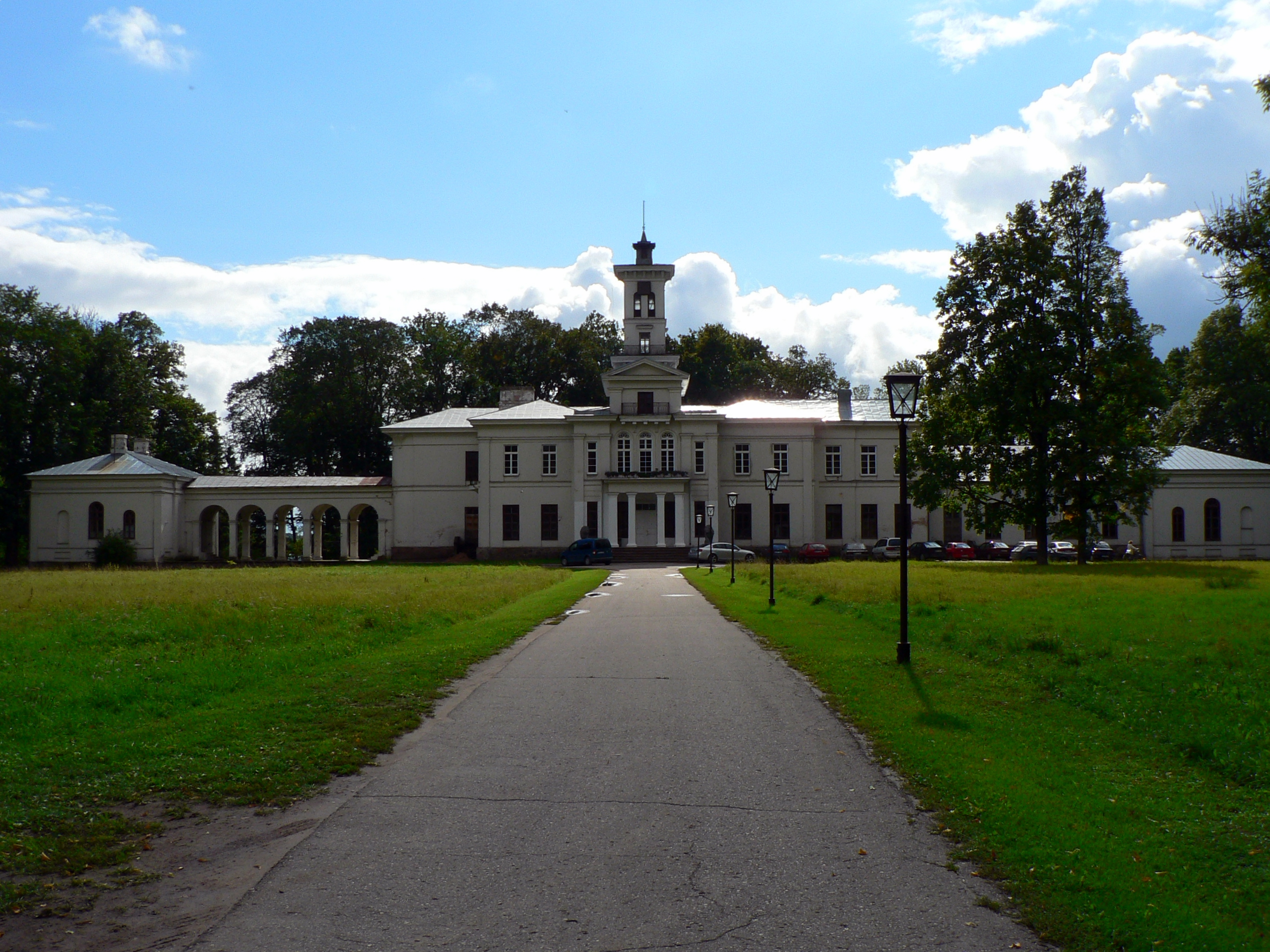
Усадьба Тышкевичей в Биржае
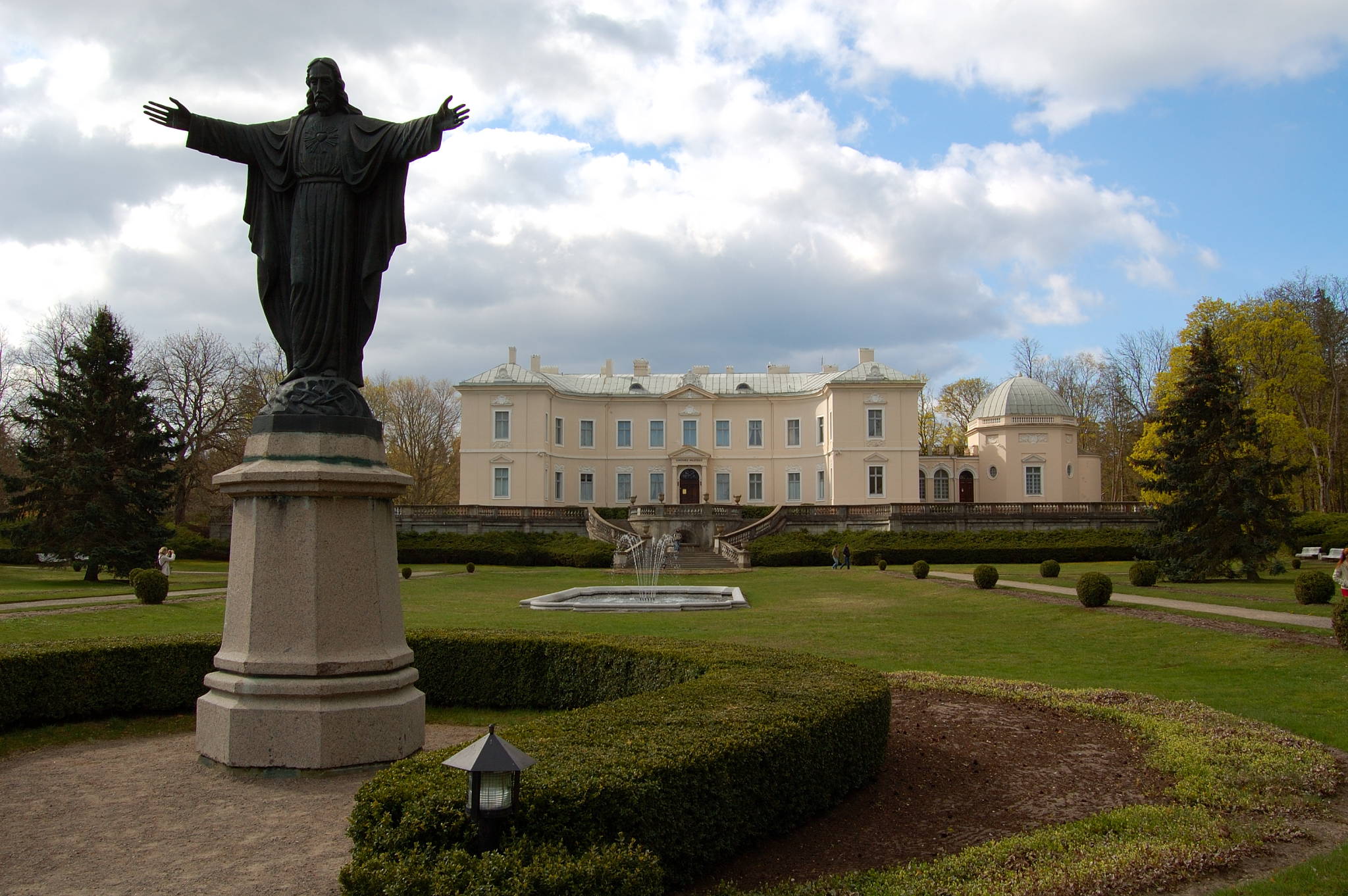
Дворец Тышкевичей в Паланге
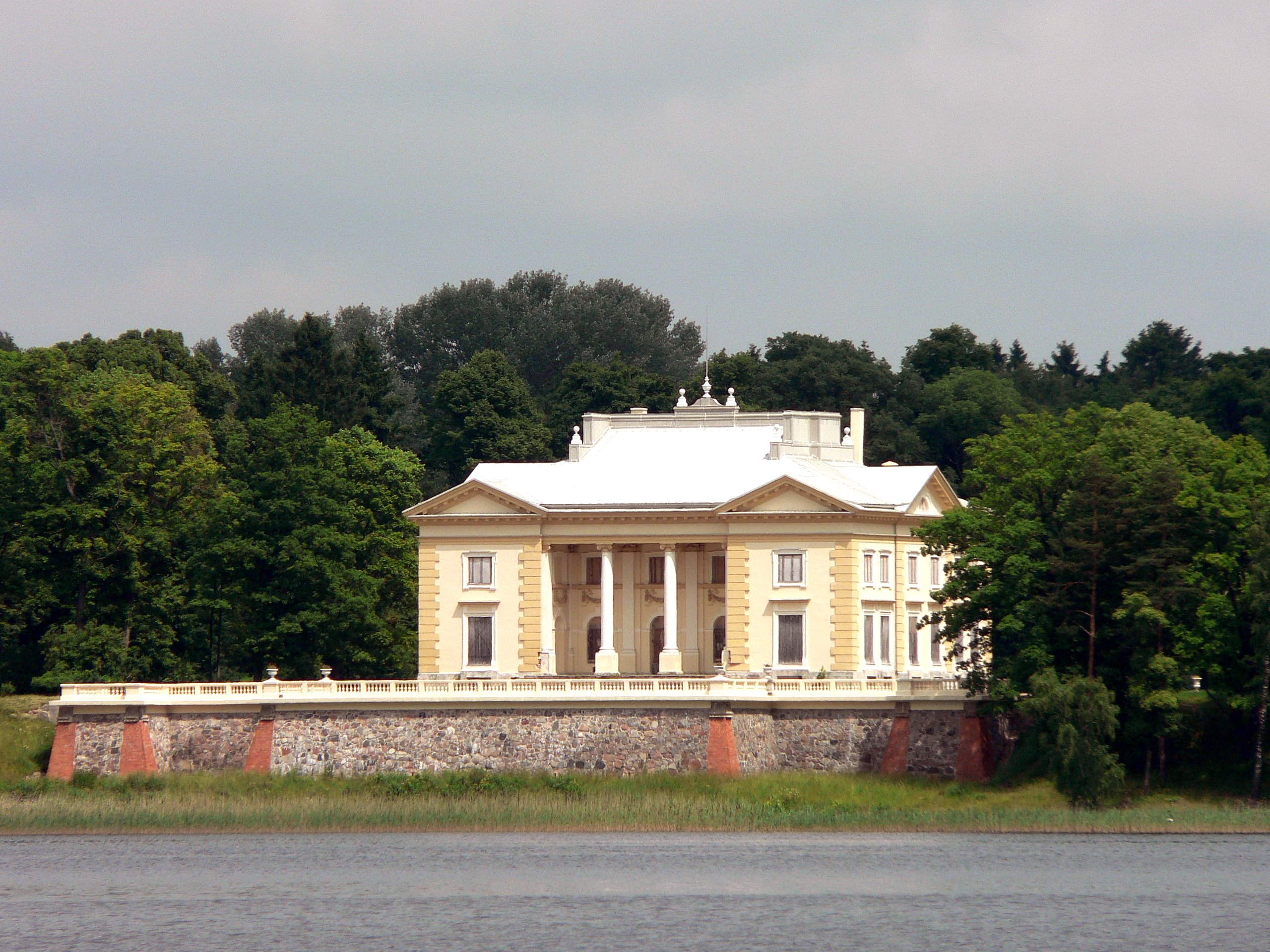
Усадьба Тышкевичей в Тракае